# Reni Dammrich
Reni Dammrich (* 21. März 1962 in Sebnitz) ist eine deutsche Schriftstellerin, die u. a. auch unter dem Pseudonym Sina Blackwood publiziert.

## Leben
Dammrich zog 1968 nach Dresden. Sie absolvierte zuerst eine Lehre als Wirtschaftskauffrau im Einzelhandel. Danach war sie ein paar Jahre an der Ostsee, bevor sie 1996 nach Chemnitz zog und seither dort lebt. Sie ist Mitglied im Freien Deutschen Autorenverband.

## Werke

### Romane
- Von Seesternen und anderen Hirnlosen, 2020, ISBN 978-3-7504-6239-7.
- Eine neue Dynastie, 2020, ISBN 978-3-7494-4877-7.
- Heißer Herbst in Sirmione, 2019, ISBN 978-3-7504-0250-8.
- Sommer in Sirmione, 2019, ISBN 978-3-7494-7053-2.
- Verlangen, Sex & Abenteuer, 2019, ISBN 978-3-7460-7431-3.
- Die Tochter der Sagenerzählerin, 2019, ISBN 978-3-7412-2745-5.
- Die Sagenerzählerin und der Bronzeschmied, 2019, ISBN 978-3-7481-4436-6.
- Die Sagenerzählerin, 2019, ISBN 978-3-7481-5814-1
- Der Nixen-Clan - Band 4, 2018, ISBN 9783748165576
- Träume, Sex & Abenteuer, 2018, ISBN 978-3-7528-8748-8.
- Die Drachen des Aurëus, 2018, ISBN 978-3-7528-5158-8.
- Der Nixen-Clan - Band 3, 2018, ISBN 978-3-74607-789-5.
- Sehnsucht, Sex & Abenteuer, 2017, ISBN 978-3-7460-1750-1.
- Die Urenkelin des Aurëus, 2017, ISBN 978-3-7448-2076-9.
- Burgen, Sex & Abenteuer, 2017, ISBN 978-3-7431-7598-3.
- Asphalt, Sex & Abenteuer, 2016, ISBN 978-3-7412-8484-7.
- Straßenkampf im Blätterwald, 2016, ISBN 978-3-7412-7399-5.
- Leon - Der Schlangenmagier von Tarronn / Buch 5, 2016, ISBN 978-3-7392-4941-4.
- Die Magier von Tarronn / Buch 4, 2016, ISBN 978-3-7392-4683-3.
- Unter dem Banner des Gefleckten Drachen, 2016, ISBN 978-3-7392-2523-4.
- Die Schlacht um Wildforest, 2015, ISBN 978-3-73863-251-4.
- Drachenkomp(l)ott, 2015, ISBN 978-3-73478-219-0.
- Unterm Berg beim Zwerg, 2015, ISBN 978-3-73478-376-0.
- Der Nebelwald, 2015, ISBN 978-3-73863-251-4.
- Sexy Hexy, 2015, ISBN 978-3-73474-506-5.
- Jakon von Silberfels, 2015, ISBN 978-3-7347-3794-7.
- Happy End im Kettenhemd, 2014, ISBN 978-3-73575-778-4.
- Das Gold der Marques, 2014, ISBN 978-3-7322-9712-2.
- Amy - Gefangen zwischen Raum und Zeit, 2014, ISBN 978-3-8459-1251-6.
- Die Magier von Tarronn / Buch 3, 2014, ISBN 978-3-8459-1167-0.
- Die Magier von Tarronn / Buch 2, 2014, ISBN 978-3-8459-1079-6.
- Kara - Blume der Urzeit, 2013, ISBN 978-3-86254-381-6.
- Gamal - Offizier der Leibgarde, 2013, ISBN 978-3-8459-0902-8.
- Die Magier von Tarronn / Buch 1, 2013, ISBN 978-3-8459-0758-1.
- Der Nixen-Clan, 2013, ISBN 978-3-95488-383-7.
- Nigel - Aschenputtel auf vier Pfoten, 2012/15, ISBN 978-3-73478-190-2.
- Adaia, 2012, ISBN 978-3-95488-079-9.
- Claire, 2012, ISBN 978-3-943697-05-6.
- Geschichtensplitter, 2012, ISBN 978-3-86268-702-2.
- Das Geheimnis des Aurëus, 2011, ISBN 978-3-86268-566-0.
- Neri - Gegen alle Widerstände (Band 4), 2011, ISBN 978-3-8423-7114-9.
- Verschollen in Ben Abu, 2011, ISBN 978-3-86268-206-5.
- Neri - Seths Rache(Band 3), 2010, ISBN 978-3-83913-134-3.
- Neri - Der Neubeginn (Band 2), 2010, ISBN 978-3-83709-533-3.
- Waschtag und andere Katastrophen, 2010, ISBN 978-3-83916-365-8.
- Der Spiegel des Aurëus, 2010, ISBN 978-3-86901-756-3.
- Fort Silverrain, 2009, ISBN 978-3-86901-660-3.
- Neri (1), 2008, ISBN 978-3-94052-837-7.

### Kurzgeschichten in Anthologien
- Draculas bissige Verwandtschaft, 2019, Hrsg. Sina Blackwood, ISBN 978-3-743-17681-2.
- Die Zeit fliegt mitsamt der Uhr, 2018, Hrsg. Sina Blackwood, ISBN 978-3-752-81380-7.
- Wenn Winterwunder wahr werden, 2017, Hrsg. Sina Blackwood, ISBN 978-3-7448-8192-0.
- Wo Dämonen schön wohnen, 2017, Hrsg. Sina Blackwood, ISBN 978-3-7431-4112-4.
- Die Viecher sind schuld!, 2016, Hrsg. Sina Blackwood, ISBN 978-3-7412-7557-9.
- Geheimakte Rumpelstilzchen, 2016, Hrsg. Reni Dammrich, ISBN 978-3-8391-3065-0.
- Seelenfresser, 2015, Fundbüro der Finsternis, p.machinery Verlag
- Oh, du Fröhliche!, Prost, Mahlzeit!, Weinselig, 2014, Prost, Mahlzeit!, XUN Ebook-Edition Band 21, Hrsg. Bernd Walter, XUN.
- Auto Tuning, 2013, 10. Taschenbuch der Fantastik, XUN.
- Weihnachtstag, 2011/2013, Anthologie "Die Welt im Wasserglas" - Hrsg. Simone Edelberg & Karin Jacob / Hrsg. Karin Jacob, WortKuss Verlag, p.machinery Verlag.
- Busbekanntschaft, 2010, Anthologie "Von mir an Dich ... Stadtgeschichten", Hrsg. Jakob Welik & Tobias Link.
- Eine ungewöhnliche Offerte, 2009, Anthologie "Liebe ... und Liebe lassen" - Hrsg. Anja Polaszewski, polamedia Verlag.